# Cerylon striativentre
Cerylon striativentre is een keversoort uit de familie dwerghoutkevers (Cerylonidae). De wetenschappelijke naam van de soort werd in 1922 gepubliceerd door George Charles Champion.